# Slušalica
Slušalica odnosno slušalice su jedan ili par malih zvučnika koje korisnik drži u blizini svoga uha da bi mogli čuti zvuk koji izlazi iz nekog izvora zvuka kao naprijer: pojačalo, CD uređaj, walkman, iPod, telefon, medijski player ili neki drugi uređaj koji proizvodi zvuk.
Telefonske slušalice uglavnom koriste 150-omske zvučnike s užim frekvencijskim rasponom. Dok stereo računalne slušalice koriste 32-omske zvučnike sa širim frekvencijskim rasponom.